# William Henry Hines

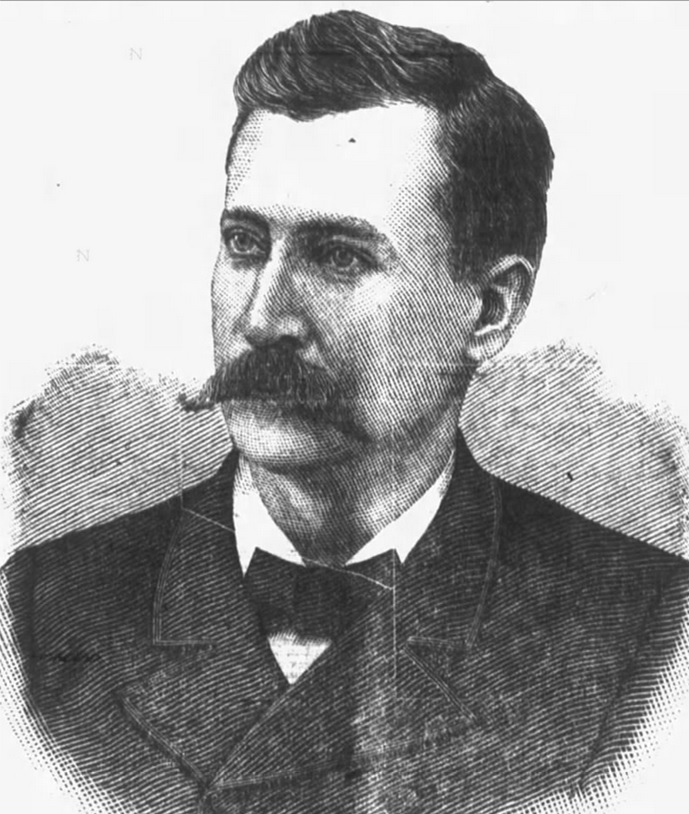
William Henry Hines, 1892

William Henry Hines (* 15. März 1856 in New York City; † 17. Januar 1914 in Wilkes-Barre, Pennsylvania) war ein US-amerikanischer Politiker. Zwischen 1893 und 1895 vertrat er den Bundesstaat Pennsylvania im US-Repräsentantenhaus.

## Werdegang
William Hines besuchte die öffentlichen Schulen seiner Heimat und danach das Wyoming Seminary in Kingston (Pennsylvania). Im Jahr 1865 war er mit seinen Eltern aus seiner New Yorker Heimat in die Nähe von Wilkes-Barre gezogen. Nach einem Jurastudium und seiner 1881 erfolgten Zulassung als Rechtsanwalt begann er in diesem Beruf zu arbeiten. Gleichzeitig schlug er als Mitglied der Demokratischen Partei eine politische Laufbahn ein. Zwischen 1879 und 1884 war er mehrfach Abgeordneter im Repräsentantenhaus von Pennsylvania; von 1888 bis 1892 gehörte er dem Staatssenat an.
Bei den Kongresswahlen des Jahres 1892 wurde Hines im zwölften Wahlbezirk von Pennsylvania in das US-Repräsentantenhaus in Washington, D.C. gewählt, wo er am 4. März 1893 die Nachfolge des Republikaners George Washington Shonk antrat. Da er im Jahr 1894 nicht bestätigt wurde, konnte er bis zum 3. März 1895 nur eine Legislaturperiode im Kongress absolvieren. Nach seiner Zeit im US-Repräsentantenhaus praktizierte William Hines wieder als Anwalt. Er starb am 17. Januar 1914 in Wilkes-Barre.